# MozART group

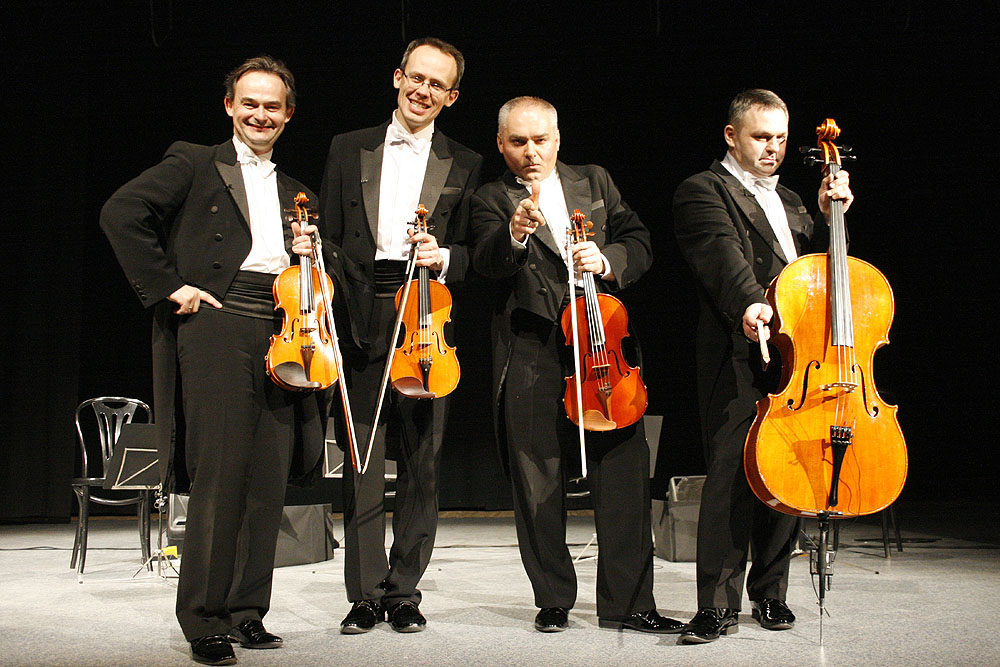
MozART group (2016)

Die MozART group (polnisch Grupa MoCarta) ist ein international wirkendes Streichquartett mit kabarettistischem Charakter, das im Jahr 1995 gegründet wurde. Die Grundlage seines Repertoires sind musikalische und situative Witze, die meist auf musikalischen Assoziationen beruhen. Ihren Sketchen dient eine breite Palette der klassischen Musik bis hinein in die moderne Zeit als Grundlage.
Die Gruppe besteht aus polnischen Musikern, den Geigern Filip Jaślar und Michał Sikorski, dem Bratschisten Paweł Kowaluk und dem Cellisten Bolesław Błaszczyk (der den 2000 verstorbenen Artur Renion ersetzte).
Die Gruppe wurde vielfach ausgezeichnet und gastierte inzwischen in vielen Konzertsälen der Welt.